# Bordeştii Poieni
Bordeştii Poieni falu Romániában, Fehér megyében. Közigazgatásilag Alsóvidra község része.
A település huzamosabb ideig Poieni része volt. Az 1956-os népszámlálás idején még 65 lakosa volt, nemzetiség szerint mind románok. A 2002-es népszámlálás idején 1 román személy lakta a települést, 2011-re teljesen elnéptelenedett.